# إنوس كيركباتريك
إنوس كيركباتريك (بالإنجليزية: Enos Kirkpatrick)‏ هو لاعب كرة قاعدة أمريكي، ولد في 9 ديسمبر 1884 في بيتسبرغ في الولايات المتحدة، وتوفي بنفس المكان في 14 أبريل 1964.

## وصلات خارجية
- إنوس كيركباتريك على موقعبيزبول رفرنس.كوم (الدوري الرئيسي) (الإنجليزية)
- إنوس كيركباتريك على موقعبيزبول رفرنس.كوم (الدوري الثانوي) (الإنجليزية)